# Uranoscopus chinensis
Uranoscopus chinensis är en fiskart som beskrevs av Alphone Guichenot 1882. Uranoscopus chinensis ingår i släktet Uranoscopus och familjen Uranoscopidae. Inga underarter finns listade i Catalogue of Life.